# 乔治·华盛顿·克赖尔
乔治·华盛顿·克赖尔（George Washington Crile）是一位美国外科医生，被公认为首位成功实现直接输血的外科医生，他对其它手术，如颈淋巴结清除术（neck dissection）等也作出过贡献。克赖尔曾设计过一种以他名字命名的小止血钳：克赖尔蚊式血管钳；还介绍过在局部或全身麻醉中使用阿片类药物的技术—一种称为平衡麻醉的概念，他也因在1921年联合创立克利夫兰诊所而闻名。

## 简历
1864年11月11日，克赖尔纳出生于俄亥俄州奇利市，1885年毕业于俄亥俄北方大学（Ohio Northern University），1887年在伍斯特医学院（已并入现今的凯斯西储大学医学院）获得医学士，后在维也纳、伦敦和巴黎做了进一步的深造。从1889年到1900年曾在伍斯特医学院任教；1900年至1911年在西储大学任临床医学教授，后担任外科学教授。1910年到1924年在克利夫兰大学医院凯斯医疗中心（University Hospitals Case Medical Center ）担任外科主任，并创建了湖畔医院。
西美战争期间，他成为一名医疗后备队员，曾到波多黎各做过医疗服务（1898年）。1913年荣任为皇家外科学院院士（伦敦）；美国参加一战后，他加入军队医疗组织并任专业主管（1917年-1918年）；1918年-1919年曾在驻法英国远征军中担任过外科研究高级专家。1918年6月他被任命为中校，当年晚些时候又晋升为上校。
他为血压和手术休克研究做出过重要贡献，他意识到任何强烈的情绪，如手术前恐惧，都会引起休克。他尝试通过心理暗示来减轻恐惧，并认为即便在全身麻醉的情况下，也要尽量避免引起患者内心的惊觉。如有必要的话，可在手术前数天，先用可卡因麻醉手术部位。因此，当全身麻醉时，患者患处与大脑间的神经交流就已被阻断。为表彰他的无休克手术研究，1914年国家社会科学研究院授予了他一枚金质勋章。
克赖尔是1917年出版的《战争与和平的机械论观点》（A Mechanistic View of War and Peace）一书的作者，此外，他还撰写了《外科休克》(1897年)、《论外科手术中的血压》(1903年)、《出血和输血》(1909年)、《外科贫血与复苏》(1914年)、《情感的起源与本质》(1915年)、《人的适应机制》（1916年）以及《德国国家哲学的谬误》（1918年）。
二战期间，美国自由轮乔治·克赖尔号（SS George Crile）以及月球上的克赖尔陨石坑就是为纪念他而以他的名字所命名。1943年1月7日，他在俄亥俄州克利夫兰去世后，被安葬于湖景公墓（Lake View Cemetery）。
他的儿子小乔治·克赖尔（George Crile, Jr）也是一位外科医生，他的孙子乔治·克赖尔三世（George Crile III）是一名记者、作家和CBS制片人。他的妻子格蕾斯·伊丽莎白（迈克布莱德）·克赖尔（1876年-1948年），是大卫·里德（David Reed）的妹妹-莉迪亚（里德）·迈克布莱德的后人。

## 备注
1. ↑  Grunfeld GB, George Crile performs the first direct blood transfusion. In Great Events from History: Science and Technology II edited by Frank N. Magill (Pasadena, CA: Salem Press 1991, pp. 275-9).
2. 1 2 3 4 5  Chisholm, Hugh (编). .  第12版. London & New York: The Encyclopædia Britannica Company. 1922.
3. ↑  . Chhistory.org. 1958-11-25  [2014-02-07]. （原始内容存档于2019-09-24）.
4. ↑  .   [2017-11-08]. （原始内容存档于2008-09-07）.
5. ↑  . Case.edu.   [2014-02-07]. （原始内容存档于2014-02-21）.
6. 1 2  .   [2017-11-08]. （原始内容存档于2009-09-06）.
7. ↑  Crile, George W.,. A Mechanistic View of War and Peace. Toronto, Canada: The MacMillan Company, 1917
8. ↑  Vigil, Vicki Blum (2007). Cemeteries of Northeast Ohio: Stones, Symbols & Stories. Cleveland, OH: Gray & Company, Publishers. ISBN 978-1-59851-025-6